# حاصر كميات
حاصر كميات ( QS ) هو متخصص في صناعة البناء يتمتع بمعرفة في تكاليف البناء والعقود. وهو المسؤل عن حساب وحصر الكميات للمشروع وعمل المستخلصات ووتقييم أثر التغيرات للبنود المستحدثة. وهو المسؤل عن تقدير المشروع والأعمال الأخري المتعلقة بالجانب المالي للمشروع ومستخلصات المقاولين والمالك. وتقدير التكلفة لمشروعات الإنشاء ومباشرة تنفيذ العقود، ومراقبة الميزانية والإنفاق على المشروعات والإبلاغ عن حدوث أي انحرافات في الموازنة.
يمكن أن يُعرف حاصر الكميات المحترفون المؤهلون باسم حاصرينمعتمدين (أعضاء وزملاء المؤسسة الملكية للحاصري المعتمدين) في المملكة المتحدة وحاصر كميات معتمدين (تسمية المعهد الأسترالي لحاصر الكميات) في أستراليا وبلدان أخرى. في بعض البلدان مثل كندا وجنوب أفريقيا وكينيا وموريشيوس، يُعرف حاصر الكميات المؤهلون باسم حاصري الكميات المحترفين، وهو لقب محمي بموجب القانون. نظرًا للتحول في صناعة البناء والتشييد وزيادة الطلب على مهنة حاصر الكميات، فقد تم اليوم إيلاء أهمية أقل للمنح الدراسية، حيث يمارس نسبة كبيرة من حاصري الكميات العاملين الحاصلين على شهادات جامعية وبدون عضوية أو زمالة في الجمعيات المهنية.
يعتبر حاصري الكميات مسؤولين عن إدارة جميع جوانب الجانب التعاقدي والمالي لمشاريع البناء. يساعدون في ضمان إكمال مشروع البناء ضمن الميزانية الموضوعة. يتم أيضًا تعيين حاصري الكميات من قبل المقاولين للمساعدة في تقييم أعمال البناء للمقاول، والمساعدة في تقديم العطاءات وميزانية المشروع.
حاصري الكميات هو الشخص المسؤول عن إنشاء أو التحقق من القياسات والقياسات الأولية لمشروع البناء. يعمل حاصري الكميات في إدارة المشاريع ضمن شركة من شركات البناء.

## الواجبات
مهام حاصر الكميات هي كما يلي:
- إجراء دراسات الجدوى المالية لمشاريع.
- تقدير التكلفة وتخطيط التكلفة وإدارة التكلفة.
- تحليل الشروط والأحكام في العقد.
- التنبؤ بالمخاطر المحتملة في المشروع واتخاذ الاحتياطات اللازمة للتخفيف منها.
- التنبؤ بتكاليف المواد المختلفة اللازمة للمشروع.
- إعداد وثائق العطاءات والعقود والميزانيات والوثائق الأخرى.
- تسجيل التغييرات التي تم إجراؤها وتعديل الميزانية وفقًا لذلك.
- إدارة العطاءات بما في ذلك إعداد حصر الكميات وشروط العقد وتجميع وثائق العطاء
- إدارة العقود والاستشارات التعاقدية
- تقييم أعمال البناء
- إدارة المطالبات والنزاعات
- تحليل تكلفة
- تقييم تكلفة إعادة التعيين لأغراض التأمين.
- إنتاج المستندات المكتوبة (التقدير الوصفي، والبنود الفنية المحددة , إلخ. ) وربما الأجزاء الرسومية (الخطط).

ولذلك يجب أن يكون لدى مساح الكميات معرفة قوية بتقنيات البناء والتكاليف المرتبطة بهذه التقنيات. يمكن دمجه في إدارة المشروع عندما يشارك في التصميم وحتى استلام الأعمال.
في الدول أنجلوسكسونيون، يتمتع QS (مساح الكميات) بسمعة كبيرة. يتم الحصول على التدريب في الجامعة، ويستمر لمدة 3 سنوات ويتكون من دورة في قانون الهندسة والعقود.

## الجمعيات المهنية
- RICS – المؤسسة الملكية للحاصري المعتمدين
- AIQS – المعهد الأسترالي لحاصري الكميات
- IQSSL - معهد حاصري الكميات سريلانكا
- ASAQS – جمعية حاصريالكميات في جنوب أفريقيا
- BSIJ – معهد حاصرص البناء في اليابان
- CICES - مؤسسة معتمدة لحاصري الهندسة المدنية
- CIQS – المعهد الكندي لحاصري الكميات
- CCEA - جمعية هندسة التكاليف الصينية
- GIS - معهد غانا للحاصرين
- HKIS – معهد هونغ كونغ للحاصرين
- IIQS – المعهد الهندي لحاصرص الكميات
- IQSI – حاصري الكميات Ikatan إندونيسيا
- IQSK – معهد حاصري الكميات في كينيا
- JIQS – المعهد الجامايكي لحاصري الكميات
- NIQS – المعهد النيجيري لحاصري الكميات
- NZIQS – المعهد النيوزيلندي لحاصري الكميات
- PICQS – المعهد الفلبيني لحاصري الكميات المعتمدين
- RISM – المؤسسة الملكية للحاصرين في ماليزيا
- SISV – معهد سنغافورة للحاصرين والمقيمين
- SCSI – جمعية الحاصرين المعتمدين في أيرلندا
- SACQSP – المجلس الجنوب أفريقي لمهنة حاصر الكميات
- QSI - حاصر الكميات الدولي
- UNTEC - الاتحاد الوطني لخبراء البناء (فرنسا)

## مؤهل
إن الحصول على درجة جامعية أو دبلومة بمفردها لا يسمح لك بالتسجيل كحاصر كميات معتمد. عادة، أي شخص يتطلع إلى التأهل كحاصر كميات معتمد يجب أن يحمل مؤهلات تعليمية وخبرة عمل مناسبة، ويجب أن يجتاز تقييم الكفاءة المهنية.
تتطلب المؤسسة الملكية للحاصري المعتمدين الحصول على درجة معتمدة من المؤسسة الملكية للحاصري المعتمدين، وعدة سنوات من الخبرة العملية، واجتياز إختبار تقييم الكفاءة المهنية (APC) للتأهل كحاصر كميات معتمد. قد يكون بعض المرشحين مؤهلين للتأهيل من خلال الخبرة الواسعة.

## مستقبل حاصر الكميات
مع تزايد تعقيد مشاريع البناء، يستمر الطلب على حاصري الكميات المهرة في النمو. إن أهمية حاصري الكميات على شهادة معتمدة تتضاءل سنة بعد سنة، حيث تختار المزيد والمزيد من الشركات توظيف موظفين حاصلين على درجة علمية قياسية في حصر الكميات وتطوير مهارات حصر الكميات من خلال برامج التدريب الخاصة بهم. إن مستقبل حصر الكميات يكمن في تبني التحول الرقمي. سيلعب حاصري الكميات دورًا محوريًا في إدارة التكاليف وتحسين الموارد وضمان النجاح المالي لمشاريع البناء.

## التاريخ
كان يسمي العامل بمهنة القياس قديما باسم قياس الارتفاع خلال العصور الوسطي. وفي وقت لاحق، تمت الإشارة إلى هذه المهنة باسم حاصر الكميات.
تغيرت المهنة في نفس الوقت الذي تطور فيه البناء بشكل عام وأصبح عمل قياس الكميات ثانويا في تقدم العملية، لصالح التكنولوجيا وتطور التكاليف، أصبحت وظيفة حاصر الكميات تكون تابعة لخبير اقتصادي في البناء.